# Closure (video)
Closure (también conocido como Halo 12) es un doble VHS de Nine Inch Nails publicado en 1997.
Closure es el duodécimo trabajo de Nine Inch Nails. Consiste de una cinta con una actuación en directo y escenas de la gira Self Destruct Tour y otra cinta con los videoclips del grupo hasta 1997.

## Versión en DVD
En agosto de 2004, Trent Reznor anunció que la versión en DVD de Closure se publicaría a fines de ese año. Este contendría 90 minutos más de escenas añadidas en comparación con la edición en VHS. En la página web de la banda se mostró un tráiler que incluía nuevas escenas de la gira de 1989, los festivales Lollapalooza y Woodstock '94, escenas del making-of de «Closer» y «The Perfect Drug» y las versiones originales e inéditas de los videoclips de «March of the Pigs» y «Hurt». La edición de lujo en 2 DVD, aunque está finalizada, ha sido pospuesta indefinidamente por Interscope Records.

### Disponibilidad
El 20 de diciembre de 2006, el disco 1 de una supuesta edición del DVD apareció en la página web The Pirate Bay, incluyendo el mencionado contenido adicional y una galería de imágenes. El torrent también contiene el artwork del póster promocional que fue renderizado para el DVD, conteniendo más detalles que la portada original del VHS. El 23 de diciembre de 2006 apareció el segundo disco, incluyendo escenas adicionales del rodaje del videoclip de «Closer» y comentarios del director Mark Romanek. Ambos discos fueron enviados a The Pirate Bay (así como la película de Broken) por un usuario conocido como seed0.
Los seguidores del grupo especulaban que Trent Reznor pudo haber sido la fuente, basándose en un post de su blog oficial: «12/21/06 : Happy Holidays! This one is a guilt-free download. (shhhh - I didn't say that out loud). If you know what I'm talking about, cool», esta teoría se confirmó cuando la numeración usada para varias de las cosas aportadas por seed0 (seeds) fue usada en los EP para promocionar los tours de 2008 y 2009 de la banda. En una entrevista también dijo: Hace un par de años esta época del año, alguien irrumpió en mis archivos personales y subió a un sitio de torrents todo el DVD de Closure  [...] Así que, básicamente, significa que no tiene que salir en DVD. En 2013, la banda publicó una parte del DVD en Vimeo.

## Contenido

### Self Destruct Tour (Cinta 1)
| N.º | Título                       | Duración |  |
| 1.  | «Terrible Lie»               |          |  |
| 2.  | «Piggy»                      |          |  |
| 3.  | «Down in It»                 |          |  |
| 4.  | «March of the Pigs»          |          |  |
| 5.  | «The Only Time»              |          |  |
| 6.  | «Wish»                       |          |  |
| 7.  | «Hurt» (con David Bowie)     |          |  |
| 8.  | «Something I Can Never Have» |          |  |

### Videoclips (Cinta 2)
| N.º | Título                 | Duración |  |
| 1.  | «Head Like a Hole»     | 4:31     |  |
| 2.  | «Sin»                  | 2:11     |  |
| 3.  | «Down In It»           | 3:50     |  |
| 4.  | «Pinion»               | 1:16     |  |
| 5.  | «Wish»                 | 3:42     |  |
| 6.  | «Help Me I am In Hell» | 2:03     |  |
| 7.  | «Happiness in Slavery» | 4:48     |  |
| 8.  | «Gave Up»              | 4:27     |  |
| 9.  | «March of the Pigs»    | 3:03     |  |
| 10. | «Eraser» (en vivo)     | 4:23     |  |
| 11. | «Hurt» (en vivo)       | 5:10     |  |
| 12. | «Wish» (en vivo)       | 3:49     |  |
| 13. | «Closer»               | 4:36     |  |
| 14. | «The Perfect Drug»     | 4:13     |  |

## Lanzamientos
- Nothing Records / Interscope Records INTV2-90157 - VHS
- Nothing Records / Interscope Records VM-6734 - VHS Re-release